# Blossom Rock
Blossom Rock, conosciuta anche come Blossom MacDonald e Marie Blake, pseudonimo di Edith Marie Blossom MacDonald (Filadelfia, 21 agosto 1895 – Los Angeles, 14 gennaio 1978), è stata un'attrice statunitense.
È nota per aver interpretato il personaggio ricorrente di Sally nella serie di film della MGM del Dottor Kildare e il personaggio di Nonna Addams nella serie televisiva La famiglia Addams (1964-1966).

## Biografia
Da giovane si esibisce nel vaudeville con la sorella minore, la futura attrice e cantante Jeanette MacDonald.
Alla fine degli anni trenta del XX secolo prende parte anche a due cortometraggi della serie Simpatiche canaglie (in inglese Our Gang): Practical Jokers (1938) e Alfalfa's Aunt (1939). Tra gli anni trenta e quaranta, recita in svariate perllicole della serie della Metro-Goldwyn-Mayer del Dottor Kildare, interpretando il personaggio della centralinista Sally al fianco di Lew Ayres.
Nel 1964, Blossom Rock entra nel cast fisso della serie televisiva La famiglia Addams (The Addams Family, 1964-1966), tratta dai personaggi della famiglia Addams, creati da Charles Addams a partire dal 1938 per le sue vignette sul periodico The New Yorker. Nella serie televisiva, creata dal produttore David Levy e in collaborazione con lo stesso Charles Addams, l'attrice vi interpreta il personaggio di Nonna Addams, mamma di Gomez (John Astin), suocera di Morticia (Carolyn Jones) e nonna di Mercoledì (Lisa Loring) e Pugsley (Ken Weatherwax), oltre che prima incarnazione del personaggio, originalmente chiamato dal suo creatore Nonna Frump, ma che in occasione della creazione della serie viene ribattezzato, così come molti dei personaggi che compongono la famiglia Addams.
Blossom Rock muore il 14 gennaio 1978 a causa di un arresto cardiaco, all'età di 82 anni. Le sue spoglie riposano nel cimitero Forest Lawn Memorial Park, di Glendale, in California.

## Vita privata
Nel 1926 si sposa con Clarence Rock, ma la coppia non ha figli. Il marito Clarence morirà nel 1960.

## Filmografia parziale

### Cinema
- An Idle Roomer, regia di Alfred J. Goulding - cortometraggio (1933)
- My Dear Miss Aldrich, regia di George B. Seitz (1937)
- Give Till It Hurts, regia di Felix E. Feist - cortometraggio (1937)
- Thoroughbreds Don't Cry, regia di Alfred E. Green (1937)
- La donna che voglio (Mannequin), regia di Frank Borzage (1937)
- Love Is a Headache, regia di Richard Thorpe (1938)
- Life in Sometown, U.S.A., regia di Buster Keaton - cortometraggio (1938)
- Woman Against Woman, regia di Robert B. Sinclair (1938)
- L'amore trova Andy Hardy (Love Finds Andy Hardy), regia di George B. Seitz (1938)
- Rich Man, Poor Gir, regia di Reinhold Schünzel (1938)
- How to Read, regia di Roy Rowland - cortometraggio (1938)
- Three Loves Has Nancy, regia di Richard Thorpe (1938)
- Vacation from Love, regia di George Fitzmaurice (1938)
- Il giovane dr. Kildare (Young Dr. Kildare), regia di Harold S. Bucquet (1938)
- Passione ardente (Dramatic School), regia di Robert B. Sinclair (1938)
- Practical Jokers, regia di George Sidney - cortometraggio (1938)
- Alfalfa's Aunt, regia di George Sidney - cortometraggio (1939)
- How to Sub-Let, regia di Roy Rowland - cortometraggio (1939)
- Follie sul ghiaccio (The Ice Follies of 1939), regia di Reinhold Schünzel (1939)
- Echi di gioventù (Remember the Day), regia di Henry King (1941)
- Michael Shayne e il mistero dei diamanti (Blue, White and Perfect), regia di Herbert I. Leeds (1942)
- Whispering Footsteps, regia di Howard Bretherton (1943)
- Fra due donne (Between Two Women), regia di Willis Goldbeck (1945)
- Il lutto si addice ad Elettra (Mourning Becomes Electra), regia di Dudley Nichols (1947)
- Non fidarti di tuo marito (An Innocent Affair),  regia di Lloyd Bacon (1948)
- La città che scotta (FBI Girl), regia di William Berke (1951)
- Paura d'amare (Hilda Crane), regia di Philip Dunne (1956)
- La strada dell'oro (The Way to the Gold), regia di Robert D. Webb (1957)
- Lo sceriffo in gonnella (The Second Time Around), regia di Vincent Sherman (1961)
- L'amaro sapore del potere (The Best Man), regia di Franklin J. Schaffner (1964)

### Televisione
- Frida (My Friend Flicka) – serie TV, episodio 1x33 (1956)
- Going My Way – serie TV, episodio 1x12 (1962)
- La famiglia Addams (The Addams Family) - serie TV, 64 episodi (1964-1966) - Nonna Addams

## Doppiatrici
Nelle versioni in italiano delle opere in cui ha recitato, Blossom Rock è stata doppiata da:
- Flora Carosello ne La famiglia Addams
- Francesca Palopoli in Michael Shayne e il mistero dei diamanti